# Subjektwissenschaft
Als Subjektwissenschaft hat der Psychologe Klaus Holzkamp in den 1980er Jahren die Kritische Psychologie bezeichnet: Sie müsse den Anspruch haben, das Subjekt in den Mittelpunkt psychologischen Denkens sowie Forschens zu stellen und dabei zugleich die eigene Subjektivität kritisch zu reflektieren.

## Konzeption
Mit dem Begriff des Subjekts wird ein entscheidender Wechsel der Blickrichtung gegenüber anderen psychologischen Theorien vollzogen, die ein Individuum wesentlich als Objekt seiner Verhältnisse betrachten. So erscheinen dann alle Aktivitäten eines Individuums als durch äußere oder innere Reizung bedingte Reaktionen. Ein Mensch ist aber – wie jeder andere Organismus auch – von Beginn an ein intentionales Zentrum, d. h., er steht nicht neutral als Objekt in der Welt, sondern verhält sich zu ihr als sinnlich-körperliches, bedürftiges und interessiertes Subjekt.
Holzkamp grenzt seinen Ansatz „subjektwissenschaftlicher Forschung“ dabei von herkömmlicher „qualitativer Sozialforschung mit Subjektorientierung“ ab. Während nämlich Holzkamp zufolge solche „subjektorientierte“ Forschung nach wie vor „vom Außenstandpunkt“ argumentiert, analysiert und auch die Forschungsergebnisse von diesem vermeintlich „objektiven“ Außenstandpunkt formuliert, möchte Holzkamp seinen subjektwissenschaftlichen Ansatz als „Forschung vom Standpunkt des Subjekts selber“ verstanden und praktiziert wissen.
Das bedeutet, dass subjektwissenschaftliche Theorien vom Ich-Standpunkt derjenigen formuliert werden, deren Sicht- und Handlungsweisen „erforscht“ werden sollen und deren Standpunkt und Perspektive klar vom (ebenso subjektiven) Standpunkt und der Perspektive des „Forschers“ unterschieden werden soll. Subjektwissenschaftliche Theorien werden deshalb (grammatikalisch) in der ersten Person formuliert. Darin liegt eine Parallele zur Forschungsmethode der Psychoanalyse. Für die Beschreibung von subjektwissenschaftlichen Forschungsergebnissen ebenso wie für die „subjektwissenschaftliche Reinterpretation“ nicht subjektwissenschaftlich angelegter psychologischer Theorien gibt Holzkamp klare sprachliche Kriterien und eine Schritt-für-Schritt-Anleitung.
Die Spezifik des menschlichen Subjekts ergibt sich aus der „gesellschaftlichen Natur“ des Menschen, die Holzkamp aus der Evolution ableitet, in der beim Übergang vom Tier beispielsweise die Arbeitsteilung im sozialen Verbund – der Gruppe – zur „zweiten“, in sozialer Hinsicht nachgerade „eigentlichen“ Natur des Menschen geworden ist. Insofern erscheinen die menschliche Gesellschaft und die Natur nicht als Gegensatz; Gesellschaft gehört vielmehr wie Mitmenschlichkeit zur Natur der Menschen. Dabei ist Lernen die entscheidende Fähigkeit in der menschlichen Entwicklung.
Dieser Ansatz folgt Karl Marx in der Analyse, dass die materielle Umwelt das Sein (mit)bestimmt. Dieses Verhältnis ist allerdings keine einseitige Begrenzung; vielmehr ergeben sich aus ihr sowohl Handlungsmöglichkeiten als auch Handlungsnotwendigkeiten. Das „subjektive Befinden“ ist demnach abhängig von der eigenen Möglichkeit, die Umgebungsbedingungen einschließlich der gesellschaftlichen Bedingungen mitzubestimmen. Auch wenn diese Möglichkeiten begrenzt sind, ist die Bemühung um die Teilhabe am gemeinschaftlichen Leben doch ein aktiver Prozess der Subjekte.
Mit diesem Konzept wendet sich die Kritische Psychologie gegen die „objektiven“ oder „neutralen“ Ansprüche der empirischen Psychologie. Insbesondere steht sie im Kontrast zum klassischen experimentellen Ansatz in der Psychologie, gemäß dem die zu untersuchende Versuchsperson und auch der Forscher sich bewusst von gesellschaftlichen Faktoren isolieren und eine reduzierte und künstliche Experimentalsituation schaffen. Diese Experimentalsituation klammert genau das aus, was nach kritisch-psychologischem Verständnis das Subjekt ausmacht: die Integration und Interaktion mit seiner gesellschaftlichen Umwelt, also die Begründungszusammenhänge für sein Handeln und Verhalten.
Subjektwissenschaft grenzt sich allerdings auch gegen die esoterischen Formen des Psychobooms mit ihren „Selbstfindungs-“ und „Betroffenheitszeremonien“ ab, auch wenn sie durchaus versucht, zu verallgemeinerbaren Aussagen zu gelangen. Als Methode dienen ihr etwa die qualitative Auswertung von Interviews zur Herausarbeitung der in den Aussagen enthaltenen gesellschaftlichen Denkformen und Begründungsmuster. Wichtig ist dabei, die Aktion des Forschenden nicht auszuklammern, sondern die Interaktion zwischen dem Subjekt des Forschers und der Subjektivität des Beforschten im Wissenschaftsprozess zu berücksichtigen.
Wissenschaft ist diesem Ansatz zufolge also nicht auf einen „Drittstandpunkt“ zu begrenzen, sondern auch die Wissenschaftler müssen als Subjekte in einem gesellschaftlichen Prozess verstanden werden. Ihre gesellschaftliche Position ist im wissenschaftlichen Vorgehen genauso zu reflektieren wie die Funktion von Wissenschaft für die jeweils bestehenden Machtverhältnisse.
Diesen Ansatz wendet Holzkamp insbesondere auf die Pädagogik an, die herkömmlich als eine „Sonderveranstaltung“ zwischen Erwachsenen und Kindern bzw. Jugendlichen, die in einem gesellschaftlichen Machtverhältnis zueinander stehen, betrachtet wird. Selbst wenn diese fremdbestimmte Erziehung vorgeblich auf Emanzipation zielt, bleibt sie doch ein Akt der Fremdbestimmung, der sich Schüler immer wieder durch „widerständiges Lernen“ entziehen werden.
Als Konsequenz der radikalen Anwendung des „Subjektstandpunkts“ als „Standpunkt der Forschung“ landete Holzkamp letztendlich beim Thema „Lebensführung vom Standpunkt des Subjekts“.